# Істочна
Істочна, Сака́в (крим. Saqav) — річка в північній частині степового Криму, в Джанкойському районі, довжиною 10 кілометрів з площею басейну 112 км² (інші джерела дають цифру 105 км²).
Спочатку водотік носив назву струмок Сакав — так він підписаний на картах 1842 року і 1865 року і починався трохи північніше сучасного села Істочне, при цьому невідомо, чи був струмок постійний (на що вказує позначення), або ж степова балка заповнювалася тільки після випадання опадів . На картах XX століття річка вже не підписувалася, але враховується в документах водогосподарських організацій.
Після будівництва Північнокримського каналу русло Істочної було каналізоване, перетворившись на скидні колектори, значно подовжилося і наповнилося водою. Зараз витік знаходиться в штучному водоймищі в урочищі с. Просянки, біля автодороги М17 Херсон — Керч, хоча невеликі канали теянуся набагато далі.
Сучасну назву річка отримала по селу Істочне, через яке проходить в середній течії, за номенклатурою Північнокримського каналу річка — Головний колектор № 19 (ГК-19).